# Лаврентин Карфагенский
Лаврентин (убит в 258) — святой мученик Карфагенский. День памяти — 10 августа.
Святой Лаврентин, а также его брат и сестра, святые Лаврентий и Клерина (Clerina) были умучены в Карфагене во времена правления императора Деция. Их племянник Келерин так страдал, что о нём также говорят как о мученике, хотя он остался жив и был рукоположен во диакона святым Киприаном, епископом Карфагенским.